# Phytodietus joppinus
Phytodietus joppinus är en stekelart som beskrevs av André Seyrig 1932. Phytodietus joppinus ingår i släktet Phytodietus och familjen brokparasitsteklar. Inga underarter finns listade i Catalogue of Life.